# Albert W. Bally
Albert Walter Bally (21 avril 1925 - 30 juillet 2019) est un géologue américain, professeur émérite "Harry Carothers Wiess" à l'Université Rice,,.

## Carrière
Bally commence sa carrière chez Shell Oil Company, prenant sa retraite en tant que géologue en chef après 27 ans en 1981. Après sa retraite, il rejoint l'Université Rice en tant que directeur du département de géologie et de géophysique. Il reste actif dans le département jusqu'à sa mort en 2019.
En 1988, Bally est élu président de la Société américaine de géologie. Il est décédé le 30 juillet 2019.

## Récompenses
- Médaille William-Smith de la Société géologique de Londres, 1982 [6]
- Médaille Gustav Steinmann de la Deutsche Geologische Gesellschaft, 1987 [7]
- Mention spéciale de la Society of Exploration Geophysicists, 1995 [8]
- Prix commémoratif Sidney Powers de l' Association américaine des géologues pétroliers, 1998 [9]
- Géolégendes de l'Association américaine des géologues pétroliers, 2017 [10]